# Keith Douglas Tocher
 K. D. Tocher  (* 19. März 1921; † 30. Dezember 1981) war ein Mathematiker, Informatiker und Hochschullehrer. Er war Professor für Betriebsforschung an der University of Southampton und ist für seine Beiträge zur Computersimulation bekannt. Er entwickelte 1960 das erste diskrete Ereignissimulationsprogramm.

## Leben und Werk
Tocher studierte am University College London, wo er 1941 einen Bachelor of Science in Mathematik erhielt. Von 1942 bis 1945 absolvierte er seinen Kriegsdienst im Ministerium für Flugzeugproduktion, wo er sich mit den Problemen von Torpedos beschäftigte. Er forschte anschließend bis 1948 in den National Physical Laboratories. 1946 erwarb er einen BSc in Statistik an der University of London. Er forschte von 1948 bis 1957 am Imperial College, wo er 1952 bei George Alfred Barnard promovierte mit der Dissertation The Design and Statistical Analysis of Experiments.
Am Imperial College entwarf und baute er mit Sidney Michaelson einen digitalen Relaiscomputer, die ICCE (Imperial College Computing Engine). Mit seinem Doktoranden Manny Lehman entwickelte er ab 1953 die zweite Imperial College Computing Engine (ICCE2), einen ventilbasierten Computer. 1957 geriet die Weiterentwicklung der Computer am Imperial College ins Stocken. Das College ging davon aus, dass die erfolgreiche Entwicklung der Tocher/Michaelson-Maschine die Anschaffung des neuen Ferranti-Mercury durch das Imperial College verhindern würde. Da das ICCE-2-Projekt zum Erliegen kam, traten Tocher und Michaelson von ihren Positionen zurück.
Ab 1958 arbeitete Tocher für die United Steel Companies bei Anthony Stafford Beer. Er entwickelte das erste diskrete Ereignissimulationspaket, das General Simulation Program (GSP), ein Programm, das eine gemeinsame Struktur zur Durchführung einer Reihe von Simulationen nutzte. 1963 veröffentlichte er das erste Buch, welches sich mit Computersimulationen befasste. Tocher entwickelte auch den SRT-Divisionsalgorithmus, der in der Hardware vieler moderner Computer verwendet wird.
Von 1972 bis 1973 war er Präsident der Operational Research Society.
1980 wurde er zum Professor für Betriebsforschung an der University of Southampton ernannt.
Tocher starb am 30. Dezember 1981 im Alter von 60 Jahren. Zum Zeitpunkt seines Todes war er Professor für Operational Research an der University of Southampton.
Über einen Zeitraum von 30 Jahren war er Mitglied in 24 Gesellschaften und wichtigen Ausschüssen, darunter dem Mathematical Sciences Sub-Committee des UGC, dem SERC OR Panel und dem Home Office Scientific Advisory Committee for the Police.
Er war Mitglied des Rates der Royal Statistical Society und Gründungsmitglied und Mitglied des Rates der British Computer Society. Die BCS wählte ihn in Anerkennung seiner herausragenden Verdienste zum Honorary Fellow. Sein jahrelanger Beitrag zur Operational Research wurde durch die Verleihung der Silbermedaille der Operational Research Society und seine Wahl zum Präsidenten gewürdigt.

## Ehrungen
- 1967: Silbermedaille der Operational Research Society
- seit 2008 wird die KD-Tocher-Medaille als Anerkennung für den herausragendsten Beitrag zur Philosophie, Theorie oder Praxis der Simulation verliehen, der innerhalb des entsprechenden Zweijahreszeitraums im Journal of Simulation veröffentlicht wurde.

## Veröffentlichungen (Auswahl)
- Techniques of Multiplication and Division for Automatic Binary Computers. The Quarterly Journal of Mechanics and Applied Mathematics. 11 (3), 1958, S. 364–384. doi:10.1093/qjmam/11.3.364.
- The Art of Simulation. Hodder & Stoughton Ltd, 1969, ISBN 978-0340114520.